# 北極熊監獄
北極熊監獄（Polar bear jail），官方名稱為北極熊留置設施（Polar Bear Holding Facility），是一座位於加拿大曼尼托巴省邱吉爾鎮的特殊建築，被認為造成危險或麻煩的北極熊在異地釋放前，會先在此被隔離。

## 歷史
在北極熊監獄建立前，處理對人類造成危險的北極熊的方法通常是射殺。北極熊監獄在1982年，在一座先前用作軍方殮房、政府稱之為「D-20建築」的建築物中設立。一些資料則稱是在1983年，在一個人在街上被北極熊弄傷後建立。
萨利希人（Salish）酋長維克多·A·查羅（Victor A. Charlo）曾就此單位寫了一首名為《邱吉爾鎮北極熊監獄》（Churchill Bear Jail）的詩。

## 收容設施
開始時，這座設施有二十個牢房，其中有十六個個人房跟四個家族房，北極熊在此會被關上二至三十天，而經常被抓到的熊，則可能關上更長的時間。這種做法的基礎，是較長的關押時間可讓北極熊心生恐懼，進而讓他們對接近城鎮的產生抗拒。在關押期間，這些熊不會得到食物，而至少一部分的理由是長時間的斷食，是北極熊自然生活史的一部分，而他們的身體早已演化成可適應長時間沒有食物的生活的狀態。
造成危險的熊在被抓到時會先被麻醉，之後他們的脖子上會噴上明亮的色彩。在接近冬天、哈德遜灣一帶開始結出海冰時，這些熊就會被釋放，在釋放時，這些熊會被麻醉，然後由直升機運到遠離城鎮的地方釋放。
2014年時，這座監獄擴建成有28個牢房的設施。然而即使如此，邱吉爾鎮的居民在外活動時依舊得小心，而這是因為每年夏天時，會有上千隻的北極熊造訪城鎮的郊區之故，在海冰溶化後，北極熊無法獵取他們主要的食物海豹，而在飢餓的威脅下，他們就會接近城鎮，並對居民造成威脅。
在哈德遜灣的岸邊以及邱吉爾河的沿岸，都有「北極熊出沒注意」（Polar Bear Alert）的告示牌，而看見北極熊的人可以撥打指定的電話號碼，接到通知後，加拿大自然資源部的人員就會派人前來捉拿北極熊。